# 丹尼斯·威尔肖
丹尼斯·威尔肖（英語：Dennis Wilshaw，1926年3月11日—2004年5月10日），英格兰前男子足球运动员，司职前锋。他曾代表英格兰代表队参加1954年国际足联世界杯，结果队伍止步八强。